# フラマン語運動

フラマン語運動諸団体がおおむね掲げる旗

フラマン語運動（ふらまんごうんどう、オランダ語: Vlaamse Beweging）はフランドル民族主義とも呼ばれ、ベルギーのフランドル地方、そしてそれほど一般的ではないがフランドル・フランセーズ（フランス領フランドル）における様々な政治団体を包括する用語である。イデオロギー的には、フランドル文化とオランダ語の振興を目指す団体や、ベルギー国内におけるフランドルの政治的自治の拡大を求める団体が含まれる。また、フランドルのベルギーからの分離（完全な独立、あるいはオランダとの（再）統一）を求める民族主義者も含まれる。
19世紀、フランドル運動は、フランドルの伝統と歴史を称え、しばしばカトリック教会の後援の下、ベルギー国民国家におけるオランダ人の平等な地位を求める、一種の文化的愛国心を中心に生まれた。当初の目的の多くを達成したものの、第一次世界大戦後、フランドル運動はますます急進的になった。権威主義的かつファシズム的な政治に触発され、第二次世界大戦中のドイツ占領下のベルギーへの協力に関与したとして広く非難された。しかし、戦後、国民党（Volksunie、1954～2002年）の支援を受けて再浮上し、フランドルの他の政党にも徐々に浸透していった。フランドル運動の右派は、フラームス・ベラン、フォアポスト、ナショナリスト学生連合（Nationalistische Studentenvereniging）など、右翼民族主義組織によって支配されている。左派で最も急進的なグループは、社会主義でありフランドル独立主義者であるフランドル社会主義運動である。過激派には、新フラームス同盟（N-VA、Nieuw-Vlaamse Alliantie）などの穏健派グループや、複数の議会外組織も依然として存在し、それらの多くはフランドル協会相談センター（OVV、Overlegcentrum van Vlaamse Verenigingen）に代表者を派遣していた。これらの組織の中で最も重要なのは、フランドル国民運動（VVB、Flames Volksbeweging）であった。
近年、フラマン語運動は2007年から2011年にかけてのベルギー政治危機とその余波の中で、ますます勢力を拡大してきた。2010年以降、分離主義政党である新フラームス同盟はフランドルで最大の支持率を獲得しており、新フラームス同盟は2019年の連邦議会選挙および地方選挙で第2位の支持率を獲得しまた。

## 参照項目
- ブルゴーニュ領ネーデルラント
- ネーデルラント17州
- ワロン地域
- ワルーン運動（英語版）